# Lepidoscia strepsidoma
Lepidoscia strepsidoma is een vlinder uit de familie van de zakjesdragers (Psychidae). De wetenschappelijke naam van deze soort is voor het eerst voorgesteld als Narycia strepsidoma door Edward Meyrick in een publicatie uit 1920.
De soort komt voor in Australië (Queensland).